# پاتریک ویوت
پاتریک ویوت (انگلیسی: Patrick Viot؛ ۲۵ مه ۱۹۵۲ – ۱۶ مارس ۲۰۲۱) بازیکن فوتبال اهل فرانسه بود.